# Kardaschow-Skala

Grafik zur Veranschaulichung der Kardaschow-Skala

Die Kardaschow-Skala ist eine von dem russischen Astronomen Nikolai Kardaschow 1964 vorgeschlagene Kategorisierung der Entwicklungsstufe extraterrestrischer Zivilisationen nach deren Energiegebrauch. Kardaschow hatte zuvor Überlegungen zum Energieverbrauch von Funkverbindungen zu hypothetischen außerirdischen Zivilisationen angestellt.

## Die Skala
In ihrer Grundform hat die Kardaschow-Skala drei Kategorien, in die Zivilisationen auf der Basis ihrer Energienutzung eingeordnet werden.
- Typ I: Die Zivilisation ist auf der technologischen Stufe der Erde (Stand 1964) mit einem Leistungsbedarf von 4·1012 Watt. Später wurde dies dahingehend geändert, dass die Zivilisation in der Lage ist, die gesamte auf einem Planeten verfügbare Leistung zu nutzen, die ihn von ihrem Stern erreicht. Das sind ungefähr 1016 bis 1017 W. (Für die Erde ist dieser Wert etwas größer als 1,74·1017 W.)
- Typ II: Die Zivilisation ist in der Lage, die Gesamtleistung ihres Zentralsterns zu nutzen. Das sind ungefähr 4·1026 W.
- Typ III: Die Zivilisation ist in der Lage, die Gesamtleistung einer Galaxie zu nutzen. Das sind ungefähr 4·1037 W.

Eine Typ-II-Zivilisation ist also etwa mit zehn Milliarden Typ-I-Zivilisationen vergleichbar, eine Typ-III-Zivilisation mit hundert Milliarden Typ-II-Zivilisationen. Die genauen Verhältnisse können um eine oder zwei Größenordnungen schwanken, aber es ist erkennbar, dass die Skala exponentiell ist.
Von anderen Autoren wurden verschiedene Erweiterungen der Skala vorgeschlagen.

## Bemerkungen

Die Fähigkeit der Menschheit, Energie zu nutzen, stieg im Lauf der Geschichte an. Im letzten Jahrhundert stieg die Menschheit auf der Kardaschow-Skala von etwa 0,58 auf 0,72.

Die menschliche Zivilisation ist derzeit deutlich unterhalb von Typ I. Der Weltenergiebedarf liegt deutlich unter dem, was die Sonne zur Verfügung stellt. Der derzeitige Status der menschlichen Zivilisation wird Typ 0 genannt. Obwohl Zwischenwerte in Kardaschows Originalvorschlag nicht vorhanden waren, hat Carl Sagan den derzeitigen Status des Menschen auf 0,7 extrapoliert, indem er folgende Formel dafür ansetzte:
{\displaystyle K={\frac {\log _{10}\left({\frac {P}{1\,\mathrm {W} }}\right)-6}{10}}},
wobei {\displaystyle K} die resultierende Zivilisationsmaßzahl und {\displaystyle P} die verfügbare Leistung darstellt.
Eine hypothetische Typ-II-Zivilisation könnte eine Dyson-Sphäre oder ein ähnliches Konstrukt bauen, um die gesamte Leistung eines Sternes zu nutzen.
Eine Typ-III-Zivilisation könnte dieselben Methoden nutzen wie eine Typ-II-Zivilisation, allerdings ausgeweitet auf alle Sterne einer Galaxie, oder sie bedient sich bisher unbekannter Mittel.

## Kritik
Es wurde das Argument vorgebracht, dass wir etwaige fortgeschrittene Zivilisationen nicht verstehen und daher auch ihr Verhalten nicht vorhersagen können. Daher ist die Kardaschow-Skala für den Zweck der Klassifizierung außerirdischer Zivilisationen möglicherweise nicht relevant oder nützlich.